# こうべバイオガス
こうべバイオガスは、神戸市・神鋼環境ソリューション・大阪ガスが主体となり、神戸市の下水処理場で発生する消化ガスを主原料としたバイオガスを精製して自動車用燃料や都市ガスとして利用する取り組みである。

## 神戸市東灘処理場
神戸市東灘区魚崎浜町にある東灘処理場は神戸市内に6か所ある下水処理場の一つで、1962年に運転開始した。一日当たり229,500m3の処理能力を持ち、約39万人の住民から排出される下水を受け入れている。1995年1月17日に発生した阪神・淡路大震災では護岸が崩壊し、水処理施設が水没するなどの被害を受けたが、暫定復旧を経て1998年度末に完全復旧した。
下水を処理した後に残る汚泥は減容化のため、同所内の卵型タンクで嫌気性発酵される。その際、メタン約60%、二酸化炭素約37%などを含む消化ガスが発生する。この消化ガスを高度利用するため、2006年度から2007年度にかけて、国土交通省新世代下水道支援事業制度により消化ガス精製装置が設置された。9気圧に加圧した消化ガスを吸収塔下部から吹き上げ、高圧水と対向流で接触させることにより、二酸化炭素、硫化水素、シロキサンなどを水に溶解させ除去する。これにより、メタンの濃度は98.2%まで高まる。シロキサンはシャンプーや化粧品などに含まれるシリコンオイルに起因するものであり、下水由来のバイオガス特有の不純物であるが、シロキサンの燃焼により生じる二酸化ケイ素がボイラーやエンジンの内部に蓄積して燃焼トラブルの原因となるため、利用に当たっては除去は必須である。2013年からは「KOBEハーベストプロジェクト」として、国際的に枯渇が懸念されるリンを汚泥から回収する実証実験も開始されている。

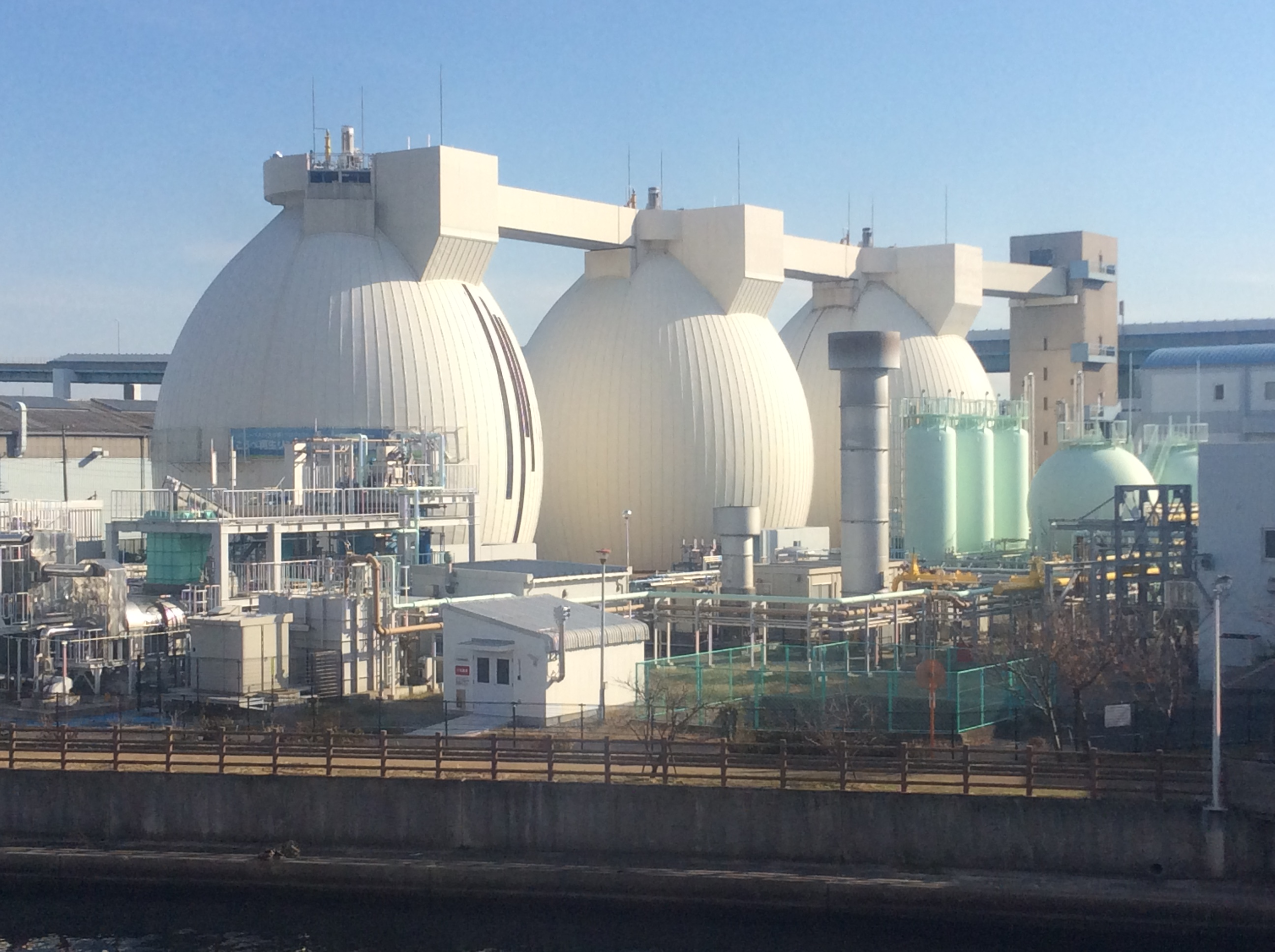
東灘処理場 消化タンク

## 自動車燃料
2008年4月より、隣接する神戸市バス魚崎営業所の路線バス1台に燃料として供給を開始。現在、同処理場から六甲アイランドのスラッジセンターへの脱水ケーキ運搬車、佐川急便の集配車などに燃料として供給している。

## 都市ガス
自動車に供給して余ったバイオガスは燃焼処分していたが、
2009年より、プロパン添加による熱量調整や付臭の処理を施したうえで大阪ガスの導管への直接注入の実証実験を開始。約1年の試験を経て、2010年からは都市ガス導管への直接注入を日本で初めて正式に開始した。当初の導入量は80万m3で、二千世帯が1年間に使用する都市ガス量に相当する。（2022年３月実証実験終了）
2012年7月からは「KOBEグリーン・スイーツプロジェクト」として、東灘区に製造拠点を有するロック・フィールド・トーラク・白鶴酒造の三社から生じる食品残滓を汚泥に混ぜ、糖やデンプンの発酵により収量を増やし、最終的には五千世帯分の都市ガス生産に向けた実証実験を開始した。このプロジェクトには触媒として、街路樹の剪定材や六甲山の間伐材も使われる。（2021年実証実験終了）